# های‌نوت رکوردز
های‌نوت رکوردز (انگلیسی: HighNote Records) شرکت نشر موسیقی آمریکایی است، که در سال ۱۹۹۷ تأسیس شد.